# 力士褒賞金
力士褒賞金（りきしほうしょうきん）とは、大相撲の関取(十両以上の力士)に対し、「本場所毎」に支払われる褒賞金であり、関取の成績給的性格を帯びた金銭支給である。持ち給金とも呼ばれる。

## 概要
関取は、月給とは別に本場所の成績および実績に基づき賞金を受け取ることができる。力士褒賞金はその一つで、年6回本場所ごとに十両以上の関取に支給される。幕下以下の力士養成員は、支給標準額の加算は行われるが、支給はされない。
最も一般的な給金上昇の方法が勝ち越しであるため、勝ち越しのかかった一番を給金相撲、勝ち越すことを給金直し、負け越すことを向こう給金ということがよくある。2022年5月場所13日目の正代と御嶽海の7敗同士の大関の対決は場所後の新聞記事で「向こう給金相撲」と表現された。
やくみつるは漫画で「力士最大の喜び＝給金相撲が不戦勝」というネタを使ったことがある。その例として、2018年5月場所の11日目、錦木が不戦勝により8勝目を挙げ、この（給金相撲が不戦勝）恩恵に与った。また、2019年1月場所の14日目でも豪栄道が不戦勝により8勝目を挙げて、同様にこの恩恵に与った。他にも、2022年5月場所の若隆景などが挙げられる。
歴代横綱で最も力士褒賞金が少なかったのは一度も優勝できなかった第60代・双羽黒光司である。彼は幕内在位も20場所と少なかったため、廃業時点で169円しかなかった。

## 計算方法
支給標準額は、前相撲を取って出世し序ノ口に上がり力士になると、3円を得る（幕下付出、三段目付出を含む）。本場所の取組の結果勝ち越すと勝ち越し1点につき50銭を加算する。地位ごとに最低支給標準額が定められていて、それぞれの地位に昇進した際に最低額に達していなかった場合、その差額が加算される。ただし降下した場合は、昇進時の差額増加額（嵩上げ分）に相当する金額が減額される。また、給与は銀行振込であるが、褒賞金は未だに現金で支給されている。
| 番付 | 持ち給金 (最低額) | 最低支給額 (1場所ごと) |
| ---- | ----------------- | ---------------------- |
| 横綱 | 150円             | 60万円                 |
| 大関 | 100円             | 40万円                 |
| 幕内 | 60円              | 24万円                 |
| 十両 | 40円              | 16万円                 |

なお、負け越しや休場、不祥事による出場停止などの処分でも持ち給金が下がることはない。

### 特別加算
また顕著な活躍をした力士へは以下の特別加算がなされる。
- 金星：10円
- 幕内最高優勝（全勝以外）：30円
- 幕内最高優勝（全勝）：50円

### 割合の変遷
こうして求めた金額に、以下の支給割合を乗じて実際の支給金額が決められる。その割合は時代により変遷している。
- 1969年まで：1,000倍
- 1970年-1984年：1,500倍
- 1985年-1997年：2,500倍
- 1998年-現在（2020年）：4,000倍

## 褒賞金の例
|                                |                   | 加算                        | 累積      |
| 序ノ口 出世時                  |                   | 3.0円                       | 3.0円     |
| 幕下以下での勝ち越し点数       |                   | 18.0円                      | 21.0円    |
| 十両昇進時加算                 | (21.0→40.0円)     | 19.0円                      | 40.0円    |
| 十両での勝ち越し点数           |                   | 6.0円                       | 46.0円    |
| 幕内昇進時加算                 | (46.0→60.0円)     | 14.0円                      | 60.0円    |
| 前頭での金星                   |                   | 10.0円                      | 102.5円   |
| 前頭～関脇での勝ち越し点数     |                   | 32.5円                      | 102.5円   |
| 大関昇進時加算                 | (102.5円→102.5円) | (昇進時に既に100円超) 0.0円 | 102.5円   |
| 大関での勝ち越し点数           |                   | 28.0円                      | 240.5円   |
| 大関での幕内最高優勝(全勝除く) | 2×30 =            | 60.0円                      | 240.5円   |
| 大関での幕内最高優勝(全勝)     | 1×50 =            | 50.0円                      | 240.5円   |
| 横綱昇進時加算                 | (240.5円→240.5円) | (昇進時に既に150円超) 0.0円 | 240.5円   |
| 横綱での勝ち越し点数           |                   | 386.5円                     | 2187.0円  |
| 横綱での幕内最高優勝(全勝除く) | 27×30=            | 810.0円                     | 2187.0円  |
| 横綱での幕内最高優勝(全勝)     | 15×50=            | 750.0円                     | 2187.0円  |
| 合計                           | 合計              | 合計                        | 2,187.0円 |

白鵬が記録を更新する以前の最高金額は大鵬の1,489円50銭であった。
|                             |               | 加算                            | 累積    |
| 幕下10枚目格付出 出世時     |               | 3.0円                           | 3.0円   |
| 幕下以下での勝ち越し点数    |               | 3.0円                           | 6.0円   |
| 十両昇進時加算              | (6.0→40.0円)  | 34.0円                          | 40.0円  |
| 十両での勝ち越し点数①       |               | 6.5円                           | 46.5円  |
| 幕内昇進時加算①             | (46.5→60.0円) | 13.5円                          | 60.0円  |
| 前頭での金星①               |               | 10.0円                          | 81.0円  |
| 前頭～関脇での勝ち越し点数① |               | 11.0円                          | 81.0円  |
| 幕内陥落時減算              | (81.0→67.5円) | (幕内昇進時加算①を減算) -13.5円 | 67.5円  |
| 十両での勝ち越し点数②       |               | 3.5円                           | 71.0円  |
| 幕内昇進時加算②             | (71.0→71.0円) | (幕内昇進②時に既に60円超) 0.0円 | 71.0円  |
| 前頭での金星②               |               | 60.0円                          | 172.5円 |
| 前頭～関脇での勝ち越し点数② |               | 41.5円                          | 172.5円 |
| 十両での勝ち越し点数③       |               | 4.5円                           | 177.0円 |
| 前頭～関脇での勝ち越し点数③ |               | 4.5円                           | 181.5円 |
| 合計                        | 合計          | 合計                            | 181.5円 |

その他、主な現役力士では、玉鷲261.0円、大の里213.5円、豊昇龍174.0円である（2025年5月場所終了時点）。